# Польское эндокринологическое общество
Польское эндокринологическое общество (пол. Polskie Towarzystwo Endokrynologiczne) — польское научное общество, основанное в 1951 году.
Согласно Уставу, целью Общества является деятельность по развитию эндокринологии; содействие научной деятельности путем предоставления грантов, стипендий и премий; проведение обучения специалистов-эндокринологов; взаимодействие в реализации этих целей с другими научными обществами, учреждениями и высшими школами; разработка методов организации эндокринологической помощи.
В состав Общества входят 13 территориальных филиалов и 20 научных секций.
Одним из подразделений Общества является «Клуб 30» — научная секция, предназначенная для молодых и активных учёных-эндокринологов. Основная цель Клуба — интеграция среды молодых польских эндокринологов посредством встреч, обмена информацией о проводимых научных исследованиях и помощи в финансировании мероприятий и научных поездок.
Официальным печатным органом Общества является научный журнал «Польская эндокринология» (пол. Endokrynologia Polska).
Обществом созданы «Национальный реестр нейроэндокринных опухолей» и «Национальный реестр опухолей гипофиза».
Общество активно сотрудничает с профильными международными организациями, состоит членом Европейского общества эндокринологии (англ. European Society of Endocrinology).
Председателем Общества является доктор медицинских наук, профессор Marek Ruchała.
Актуальная информация о деятельности Общества публикуется на сайте www.ptendo.org.pl.